# Phyllotreta exclamationis
Phyllotreta exclamationis là một loài bọ cánh cứng trong họ Chrysomelidae. Loài này được Thunberg miêu tả khoa học năm 1784.